# Zoniopoda tarsata
Zoniopoda tarsata är en insektsart som först beskrevs av Jean Guillaume Audinet Serville 1831.  Zoniopoda tarsata ingår i släktet Zoniopoda och familjen Romaleidae. Inga underarter finns listade i Catalogue of Life.